# حسن توفیقی
حسن توفیقی (زادهٔ ۱۳۲۹ در کاشان) نمایندهٔ حوزهٔ انتخابیهٔ کاشان و آران و بیدگل در دورهٔ ششم مجلس شورای اسلامی بوده‌است.